# دونالد دوغلاس
دونالد ويليس دوغلاس (بالإنجليزية: Donald Wills Douglas, Sr.) (مواليد 6 أبريل 1892 - الوفاة 2 فبراير 1981)، كان رائد طيران و مهندس أمريكي، يعد أحد صناع الطائرات الأمريكية المؤثرين.

## السيرة الذاتية
قام بتصميم وبناء الطائرة دوغلاس كلاودستر، والتي فشلت في تحقيق الغرض من بنائها وصنعها لتكون أول من طائرة تطير بدون توقف عبر الولايات المتحدة وهي أول طائرة في العالم تحمل حمولة أكبر من وزنها.
أسس شركة طائرات دوغلاس في عام 1921 (دمجت الشركة في وقت لاحق لتصبح ماكدونيل دوغلاس). تحت قيادته، أصبحت الشركة واحدة من الشركات الرائدة في صناعة الطائرات التجارية، وانخرطت لعقود طويلة في نضال من أجل التفوق على العدو اللدود وليام بوينغ والشركة التي أسسها بوينغ. اكتسبت دوغلاس اليد العليا، لا سيما مع طائرة الركاب الثورية والناجحة للغاية دوغلاس دي سي-3 ونسختها العسكرية وسي-47 والتي صنعت خلال الحرب العالمية الثانية لنقل جنود ومعدات الجيش الشعبي على حد سواء. في بداية الحرب، كانت طائرات دوغلاس تشكل لغاية 80٪ من جميع الطائرات التجارية في الخدمة. ومع ذلك، فأنه تخلف عن الدخول في عصر الطائرات النفاثة وتم تجاوزه من قبل شركة بوينغ. تقاعد في عام 1957.

## روابط خارجية
- دونالد دوغلاس على موقع الموسوعة البريطانية (الإنجليزية)
- دونالد دوغلاس على موقع مونزينجر (الألمانية)
- دونالد دوغلاس على موقع إن إن دي بي (الإنجليزية)
- دونالد دوغلاس على موقع ديسكوغز (الإنجليزية)